# Nicholas True
Nicholas Edward True báró, vagy röviden Lord True CBE, PC (?, 1951. július 31. –) brit konzervatív politikus, 2022 szeptembere óta a Lordok Házának vezetője és lordpecsétőr.

## Fordítás
Ez a szócikk részben vagy egészben  a   Lord True című angol Wikipédia-szócikk ezen változatának fordításán alapul.  Az eredeti cikk szerkesztőit annak laptörténete sorolja fel. Ez a jelzés csupán a megfogalmazás eredetét és a szerzői jogokat jelzi, nem szolgál a cikkben szereplő információk forrásmegjelöléseként.